# Фехта
Фехта (нім. Vechta) — місто в Німеччині, розташоване в землі Нижня Саксонія. Районний центр однойменного району.
Площа — 87,8 км2. Населення становить 33 309 ос. (станом на 31 грудня 2021).

## Освіта
- Університет Фехта